# Авалон (фильм, 1990)
«Авалон» (англ. Avalon) — американский драматический фильм, поставленный американским режиссёром Барри Левинсоном в 1990 году.

## Сюжет
Это почти автобиографическая история еврейской семьи, иммигрировавшей в США из Восточной Европы в начале XX века. Их новым местом жительства стал город Балтимор в штате Мериленд. Фильм рассказывает о жизни и становлении этой семьи. На её примере показаны процессы культурной ассимиляции евреев в Америке и влияние модернизации на жизнь американских семей.

## В ролях
- Армин Мюллер-Шталь — Сэм Кричински
- Джоан Плаурайт — Эва Кричински
- Эйдан Куинн — Джулс Кэй
- Кевин Поллак — Иззи Кирк
- Элизабет Перкинс — Энн Кэй
- Элайджа Вуд — Майкл Кэй
- Ив Гордон — Дотти Кирк
- Лу Джекоби — Гэбриэл Кричински
- Рональд Гутман — Симка

## Награды и номинации
- 1990 — попадание в десятку лучших фильмов года по версии Национального совета кинокритиков США.
- 1991 — 4 номинации на премию «Оскар»: лучший оригинальный сценарий (Барри Левинсон), лучшая операторская работа (Аллен Давио), лучший дизайн костюмов (Глория Грешэм), лучшая музыка (Рэнди Ньюман).
- 1991 — 3 номинации на премию «Золотой глобус»: лучший фильм — драма, лучший сценарий (Барри Левинсон), лучшая оригинальная музыка (Рэнди Ньюман).
- 1991 — номинация на премию Гильдии режиссёров США за лучшую режиссуру художественного фильма (Барри Левинсон).
- 1991 — премия Гильдии сценаристов США за лучший оригинальный сценарий (Барри Левинсон).
- 1991 — 4 номинации на премию «Молодой актёр»: лучшая семейная драма, лучший молодой актёр (Элайджа Вуд), лучший молодой актёр второго плана (Грант Гелт), лучшая молодая актриса второго плана (Минди Лорен Айзенстайн).
- 1992 — номинация на премию «Грэмми» за лучшую инструментальную композицию, написанную для кино или телевидения (Рэнди Ньюман).